# Genjū Sasa
Genjū Sasa (佐々元十, Sasa Genjū) (14 janvier 1900 - 7 juillet 1959) est un réalisateur et critique de cinéma japonais engagé à gauche. Il est un des membres fondateurs de la ligue du cinéma prolétarien du Japon (en) (Prokino), enrichissant l'inspiration du mouvement par ses écrits et ses films.

## Source de la traduction
- (en) Cet article est partiellement ou en totalité issu de l’article de Wikipédia en anglais intitulé « Genjū Sasa » (voir la liste des auteurs).